# Allertz
Lars Allertz artistnamn Allertz, född 14 juni 1992, är en svensk musikproducent, låtskrivare och discjockey. Han har delat scen med artister som Tiesto, Dimitri Vegas & Like Mike, Rebecca & Fiona och Adrian Lux.

## Biografi

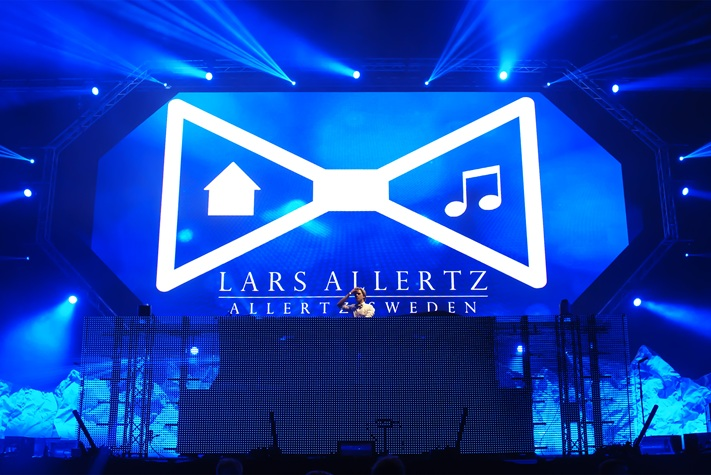
Allertz, November Lights 2013.

I november 2013 spelade Allertz på housefestivalen November Lights på Tele2 Arena i Stockholm
2013 släppte han sin första singel “Ghosts” som han gav ut på sitt eget musikbolag Allertz Music.
2014 släppte han tillsammans med Style of Eye låten “Love Looks” som var med på Style of Eyes Grammisnominerade album “Footprints” och gick in på Digilistan 8 juni 2014. Allertz blev 2014 kontrakterad med Family Tree Music/Sony Music.
I februari 2015 släppte Allertz singeln "Don't You Get It" som premiärspelades av Musikguiden i P3. Senare samma år gav han ut "Perfect Day", ytterligare en singel, som under 2016 kom att användas som signaturmelodi för Kanal 7:s tv-program Det Stora Tårtslaget.
Allertz släppte 2016 singeln "Roads of Roses".

## Diskografi
| År   | Titel                       | Album      |
| ---- | --------------------------- | ---------- |
| 2013 | "Ghosts"                    | –          |
| 2013 | "Make You Mine"             | –          |
| 2014 | "Love Looks" (Style of Eye) | Footprints |
| 2015 | "Don't You Get It"          | –          |
| 2015 | "Perfect Day"               | –          |
| 2016 | "Roads of Roses             | –          |